# Quatt
Quatt est un village du Shropshire, en Angleterre. Il est situé dans le sud-est du comté, près de la frontière avec l'Oxfordshire, à 8 km au sud-est de la ville de Bridgnorth. Au recensement de 2011, la paroisse civile de Quatt Malvern comptait 200 habitants.

## Étymologie
Le nom Quatt provient de Cwat ou Cwatt, un district dont le nom est impossible à interpréter mais qui apparaît également dans celui de Quatford, un village situé à quelques kilomètres au nord. Dans le Domesday Book, compilé en 1086, Quatt est appelé Quatone, l'élément vieil-anglais tūn désignant une ferme. La forme courte est attestée en 1209, sous l'orthographe Quatte.

## Patrimoine
Le manoir de Dudmaston Hall (en) est situé non loin du village.

## Transports
Quatt est traversé par la route A442 (en), qui relie Hodnet au nord à Droitwich Spa au sud en passant par les villes de Telford, Bridgnorth et Kidderminster.